# Tapa
Tapa (německy Taps) je estonské město bez vlastní samosprávy, náležející do obce Tapa kraje Lääne-Virumaa. Je nejvýznamnějším estonským železničním uzlem.

## Partnerská města
- Akaa, Finsko
- Cumberland, Maryland, USA
- Dobele, Lotyšsko
- Preetz, Německo
- Trosa, Švédsko

## Galerie

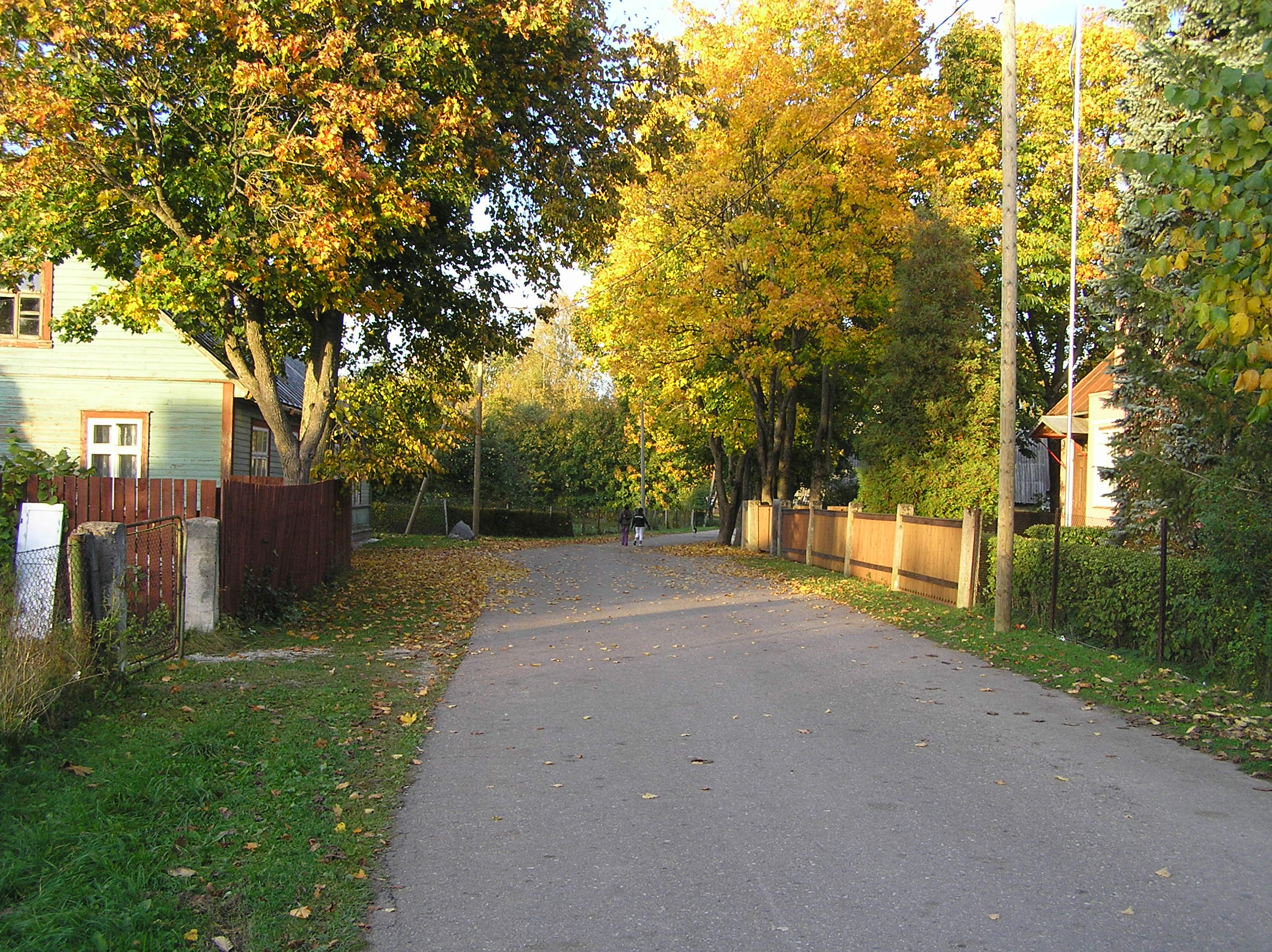
Typická tapská ulice
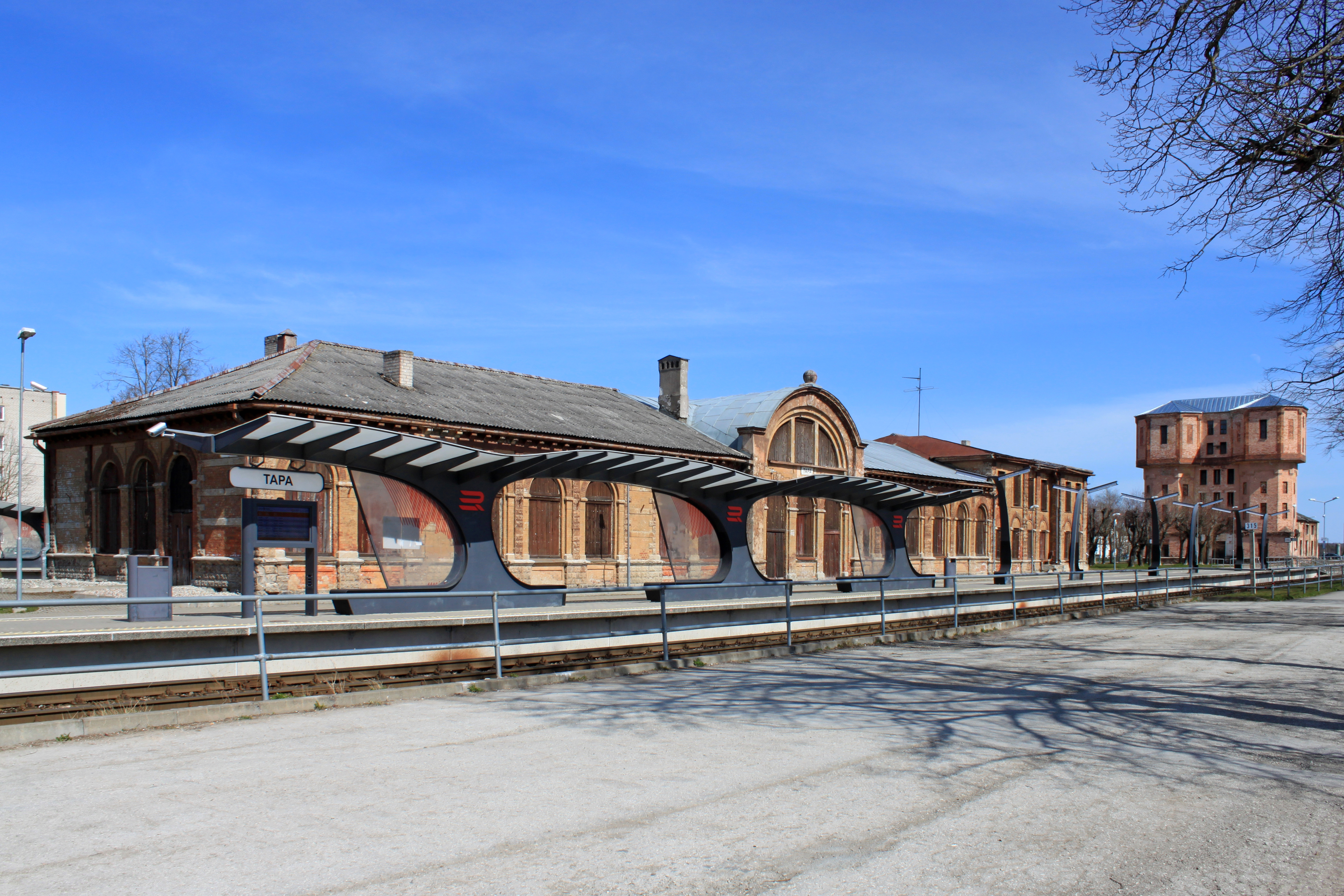
Tapské nádraží
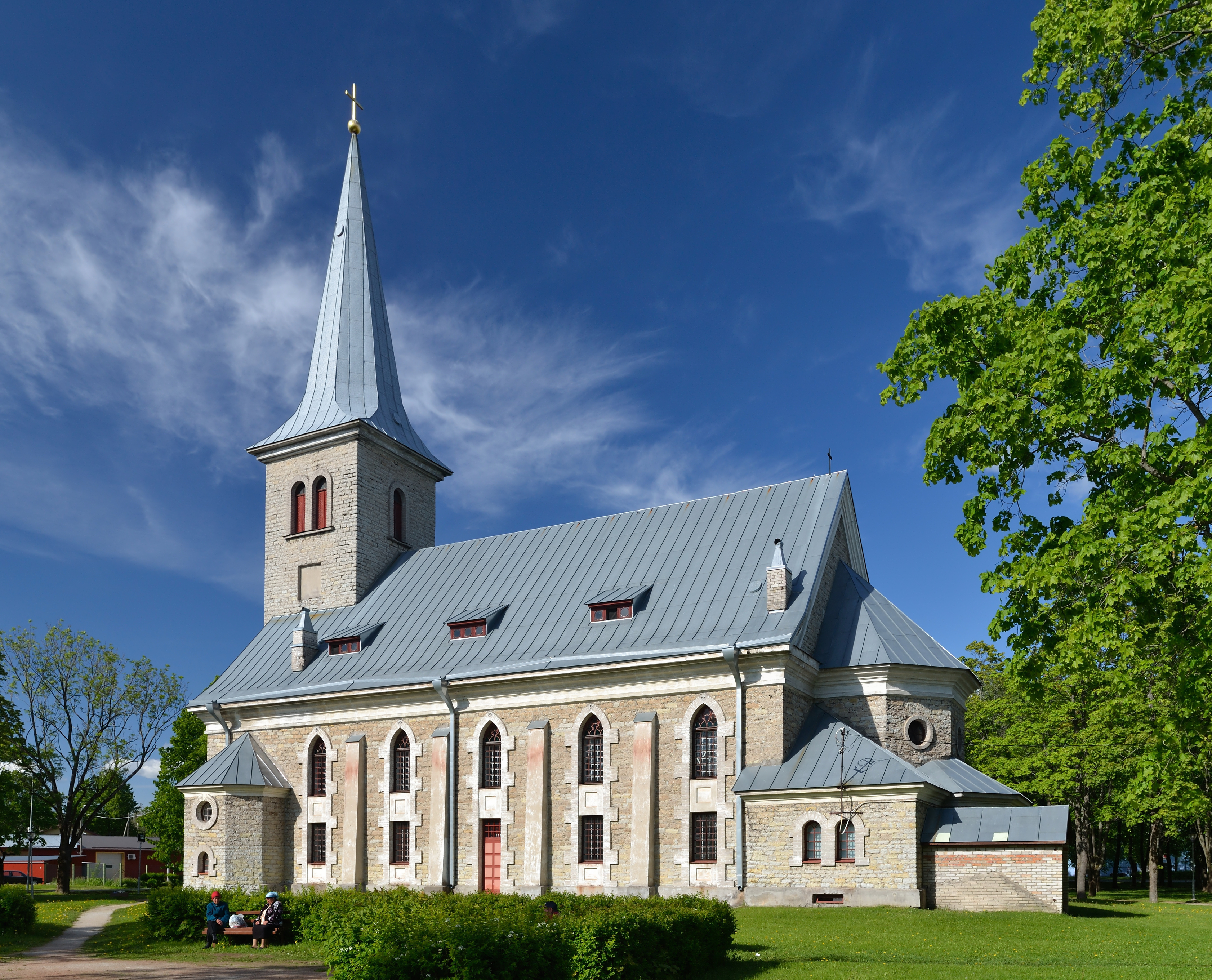
Kostel svatého Jakuba v Tapě